# Deborah Düring
Deborah Saskia Düring (* 18. Juli 1994 in München) ist eine deutsche Politikerin und seit 2021 Mitglied des Deutschen Bundestages für Bündnis 90/Die Grünen.

## Leben
Deborah Düring ist in Wolnzach, Bayern, aufgewachsen. Sie verbrachte nach dem Abitur ein Freiwilliges Soziales Jahr in der indigenen Gemeinschaft der Teriben in Costa Rica. Sie studierte Sozialwissenschaften in Augsburg und ging für ein Auslandssemester nach Lima, Peru. Nach der Bachelorarbeit über Ressourcenkonflikte begann sie ihr Masterstudium in Friedens- und Konfliktforschung an der Goethe-Universität, der TU Darmstadt und der Hessischen Stiftung Friedens- und Konfliktforschung, das sie bisher nicht abgeschlossen hat. Von 2018 bis 2020 arbeitete sie als Werkstudentin bei der Kreditanstalt für Wiederaufbau (KfW) im Bereich der Entwicklungsarbeit.

## Politische Tätigkeiten
Deborah Düring war Sprecherin der Grünen Jugend Augsburg. Von 2019 bis 2021 war sie Sprecherin der Grünen Jugend Hessen und seit 2021 Mitglied des Deutschen Bundestags. Sie war Mitglied im Ausschuss für wirtschaftliche Zusammenarbeit und Entwicklung des Bundestages und Sprecherin für Entwicklungspolitik (Leiterin der AG Wirtschaftliche Zusammenarbeit und Entwicklung) der Bundestagsfraktion Bündnis 90/Die Grünen. Im Januar 2024 wurde sie von der bündnisgrünen Bundestagsfraktion als Nachfolgerin von Jürgen Trittin zur außenpolitischen Sprecherin gewählt. Sie ist Obfrau im Auswärtigen Ausschuss und zudem ordentliches Mitglied im Finanzausschuss des Deutschen Bundestags.

## Politische Positionen
Düring fordert einen Stopp des Baus neuer Autobahnen in Deutschland und die Wiedereinführung der Vermögensteuer. Sie setzt sich für einen Abbau von Subventionen, insbesondere vom umweltschädlichen Subventionen im Landwirtschaftsbereich, ein. Einen Schwerpunkt ihrer Politik setzt sie bei „Verteidigungspolitik aus einer feministischen Perspektive“ und fordert „einen intersektionalen Feminismus“.
Düring gehört dem linken Flügel ihrer Partei an.
Im November 2022 stimmte sie als eine von drei Abgeordneten der Grünen-Bundestagsfraktion gegen das Transatlantische Wirtschafts- und Handelsabkommen der EU mit Kanada.